# Henryk Tauber
 (août 2023).
La mise en forme du texte ne suit pas les recommandations de Wikipédia : il faut le « wikifier ».
Les points d'amélioration suivants sont les cas les plus fréquents. Le détail des points à revoir est peut-être précisé sur la page de discussion.
- Les titres sont pré-formatés par le logiciel. Ils ne sont ni en capitales, ni en gras.
- Le texte ne doit pas être écrit en capitales (les noms de famille non plus), ni en gras, ni en italique, ni en « petit »…
- Le gras n'est utilisé que pour surligner le titre de l'article dans l'introduction, une seule fois.
- L'italique est rarement utilisé : mots en langue étrangère, titres d'œuvres, noms de bateaux, etc.
- Les citations ne sont pas en italique mais en corps de texte normal. Elles sont entourées par des guillemets français : « et ».
- Les listes à puces sont à éviter, des paragraphes rédigés étant largement préférés. Les tableaux sont à réserver à la présentation de données structurées (résultats, etc.).
- Les appels de note de bas de page (petits chiffres en exposant, introduits par l'outil «  Source ») sont à placer entre la fin de phrase et le point final[comme ça].
- Les liens internes (vers d'autres articles de Wikipédia) sont à choisir avec parcimonie. Créez des liens vers des articles approfondissant le sujet. Les termes génériques sans rapport avec le sujet sont à éviter, ainsi que les répétitions de liens vers un même terme.
- Les liens externes sont à placer uniquement dans une section « Liens externes », à la fin de l'article. Ces liens sont à choisir avec parcimonie suivant les règles définies. Si un lien sert de source à l'article, son insertion dans le texte est à faire par les notes de bas de page.
- La présentation des références doit suivre les conventions bibliographiques. Il est recommandé d'utiliser les modèles {{Ouvrage}}, {{Chapitre}}, {{Article}}, {{Lien web}} et/ou {{Bibliographie}}. Le mode d'édition visuel peut mettre en forme automatiquement les références.
- Insérer une infobox (cadre d'informations à droite) n'est pas obligatoire pour parachever la mise en page.

Pour une aide détaillée, merci de consulter Aide:Wikification.
Si vous pensez que ces points ont été résolus, vous pouvez retirer ce bandeau et améliorer la mise en forme d'un autre article.
Henryk (Tauber) Fuchsbrunner, né le 8 juillet 1917 et mort le 3 janvier 2000, est un déporté juif polonais du camp de la mort d'Auschwitz-Birkenau pendant l'Holocauste, qui a donné un témoignage détaillé à la fin de la Seconde Guerre mondiale. Tauber était le nom de jeune fille de sa mère. Ses parents, mariés par un rabbin, n'ont jamais obtenu d’acte d’état civil en raison des quotas sur le nombre de mariages juifs en Galice alors sous domination autrichienne. Le nom du père d'Henryks était Abraham Fuchsbrunner et Fuchsbrunner était le nom sous lequel il était connu. Henryk Fuchsbrunner a raccourci son nom en Henry Fuchs après son arrivée aux États-Unis en 1952.
Fuchsbrunner est issu d’une fratrie de cinq enfants. Il vivait avec sa famille élargie à Chrzanów dans le sud de la Pologne avant le déclenchement de la guerre.
Après plusieurs déportations, Tauber est arrivé au ghetto de Cracovie. Après avoir échappé aux Allemands pendant plus de 3 ans, il est capturé en novembre 1942 et envoyé au camp de concentration d'Auschwitz. Peu de temps après son arrivée à Birkenau, il est sélectionné pour travailler dans le Sonderkommando des crématoires du camp, où il est chargé de placer les corps des personnes gazées dans les fours.

## Sonderkommando à Birkenau
Les Sonderkommando étaient presque toujours des prisonniers juifs, sélectionnés en raison de leur santé et de leur âge, pour travailler dans les crématoires notamment d'Auschwitz-Birkenau. Ils étaient séparés des autres prisonniers et faisaient fonctionner les crématoires qui existaient entre janvier 1943 et janvier 1945, lorsque les marches vers l'est - alias les marches de la mort - ont commencé. Leur travail consistait à faire déshabiller les détenus, les conduites aux chambres à gaz, les en sortir une fois morts pour les traîner vers les fours crématoires, après leur avoir coupé les cheveux, extraits les dents en or et récupérer les valeurs dissimulées dans leurs orifices, à placer les cadavres sur des rouleaux pour les mettre dans les fours, à trier les corps selon leur taille et teneur en matières grasses pour maximiser l'efficacité des fours, et alimenter correctement les fours pour brûler les morts.
Le travail était horrible et de nombreux Sonderkommando n'ont pas dépassé leur premier jour. Afin de ne pas alarmer ou informer le reste des détenus de ce qui se passait dans les crématoires, une fois qu'un prisonnier a été attribué au Sonderkommando, il lui était interdit de quitter les crématoires et de se mêler aux autres prisonniers.

## Participation au soulèvement des crématoires
Fuchsbrunner a participé au soulèvement des crématoires de du 7 octobre 1944, au cours duquel 3 des 23 soldats SS ont été tués et 12 autres ont été blessés. Shlomo Dragon a témoigné que Fuchsbrunner avait participé au meurtre de pas moins de 5 gardes SS stationnés au crématoire II avant que le soulèvement ne soit réprimé. Fuchsbrunner reçut plus tard une affectation à l'extérieur des crématoires, avant d'être renvoyé à son poste de chauffeur dans les crématoires IV fin octobre 1944. Il s'évade à nouveau 3 mois plus tard en janvier 1945, cette fois avec succès.

## Évasion
Lorsque le camp commença à être évacué par des marches de la mort en janvier 1945, Fuchsbrunner s'échappa près de Pszczyna. Fuchsbrunner aurait été l'un des membres survivants les plus anciens du Sonderkommando, ayant été contraint de le rejoindre en janvier 1943.
L'évasion de Fuchsbrunner en janvier 1945 est décrite dans le livre de Gideon Greif, We Wept Without Tears . Fuchsbrunner et deux autres détenus du Sonderkommando, les frères Shlomo et Abraham Dragon, se sont échappés lors d'une marche de la mort, réquisitionnant par la suite une ferme et faisant 2 prisonniers, jusqu'à ce que leur évasion soit rendue possible dans la zone russe.
Le 24 mai 1945, Fuchsbruner a témoigné lors d'une enquête judiciaire polonaise à Auschwitz sous la direction du juge Jan Sehn (en). Il fut l’un des premiers témoins à donner une description précise et détaillée de l'équipement et du fonctionnement des crématoires et des chambres à gaz d'Auschwitz-Birkenau. Pressac décrit le témoignage de Fuchsbrunner comme "la tête et les épaules" au-dessus de toute autre donnée sur le fonctionnement des camps de la mort et précis à 95%. Dans son témoignage de mai 1945, Fuchsbrunner fut l'un des premiers à mentionner le désormais tristement célèbre "Ange de la mort" Josef Mengele dans ses descriptions des massacres et de l'administration du Zyklon B dans les crématoires d'Auschwitz.
Son témoignage, ainsi que le fait qu'il a survécu si longtemps dans le Sonderkommando - près de 2 ans, alors que la durée de vie moyenne d'un Sonderkommando était d'environ 3 mois - est considéré comme exceptionnel. Fuchs est décrit par Pressac dans son livre Auschwitz : Technique et fonctionnement des chambres à gaz comme un homme modeste qui fuyait les feux de la rampe et qui témoignait le plus objectivement possible, même au bord de ce que l'esprit humain pouvait supporter.
Après la guerre, Fuchsbrunner a pu libérer son frère, Bendit Fuchsbrunner, de l'Union soviétique, où il était détenu depuis sa fuite vers la Russie depuis la Pologne pendant les premiers jours de l'invasion allemande en 1939. Pendant sept ans après la fin de la guerre, les deux frères ont vécu à Munich, où ils ont ouvert une entreprise de cuir, Die Brüder Fuchsbrunner Leder Herstellung . En 1952, après avoir vendu l'entreprise, ils arrivent aux États-Unis sur le Liberté, un navire battant pavillon français.
Fuchsbrunner meurt le 3 janvier 2000, à l'âge de 82 ans.